# Deslocado
Deslocado é uma canção da banda portuguesa NAPA. Na noite de 8 para 9 de março de 2025, foi premiada como canção vencedora do Festival RTP da Canção 2025.A música é uma ode às origens madeirenses da banda, refletindo a experiência de viver "deslocado" do lugar onde se nasceu e cresceu.
A canção tornou-se o primeiro tema do Festival RTP da Canção a liderar o Top Português de Singles desde "Amar Pelos Dois", tema vencedor do certame em 2017. Foi a primeira canção vencedora do concurso a alguma vez alcançar a posição máxima nas tabelas de vendas antes do início do Festival da Eurovisão (manteve-se como número 1 de 7/3/2025 até 13/3/2025) e a ultrapassar as 1,000,000 escutas em streaming antes de vencer o Festival da Canção.
A faixa musical tem uma instrumentação estilisticamente próxima ao Pop Rock do início da década de 70, com sons de bateria acústica secos e redondos, e guitarras elétricas, piano e baixo saturados e com timbre quente. A voz de Guilherme Gomes é apresentada numa produção e mistura que sublinham a intimidade do texto, começando num quase vácuo, e progredindo pelo contraste de espaços de forma a movimentar a sua narrativa. A produção destaca-se, além disso, pelo uso subtil de cordofones madeirenses, nomeadamente a viola de arame, bem como flautas e um naipe de cordas. A "Deslocado" foi a primeira colaboração da banda com uma equipa criativa e técnica que inclui diversas pessoas oriundas da Ilha da Madeira.

## Certificações
| Região                                                           | Certificação   | Unidades/Vendas Certificadas |
| ---------------------------------------------------------------- | -------------- | ---------------------------- |
| Portugal                                                         | Single de Ouro | 1,250,000‡                   |
| ‡ Números de vendas e streaming baseados apenas na certificação. |                |                              |

## Tabelas de Vendas
| Tabela                                | Posição Máxima |
| ------------------------------------- | -------------- |
| Portugal (2025)                       | 1              |
| Lituânia (AGATA)                      | 8              |
| Países Baixos (Single Tip)            | 9              |
| Suécia Heatseeker (Sverigetopplistan) | 9              |
| Luxemburgo (Billboard)                | 19             |
| Suíça (Schweizer Hitparade)           | 59             |
| Grécia International (IFPI)           | 66             |

## Spotify
| País            | Melhor Posição no Chart Diário Top 200 | Melhor Posição no Chart Semanal Top 200 | Melhor Posição no Chart Viral Top 100 |
| --------------- | -------------------------------------- | --------------------------------------- | ------------------------------------- |
| Portugal        | 1                                      | 1                                       | 1                                     |
| Lituânia        | 8                                      | 9                                       | 3                                     |
| Luxemburgo      | 12                                     | 15                                      | 1                                     |
| Letónia         | 15                                     | 22                                      | 7                                     |
| Estónia         | 17                                     | 17                                      | 3                                     |
| Bolívia         | 30                                     | 40                                      | 1                                     |
| Islândia        | 32                                     | 48                                      | 5                                     |
| Suíça           | 40                                     | 56                                      | 2                                     |
| Ucrânia         | 53                                     | 78                                      | 3                                     |
| Áustria         | 59                                     | 113                                     | 6                                     |
| Finlândia       | 64                                     | 94                                      | 9                                     |
| Peru            | 67                                     | 106                                     | 1                                     |
| Noruega         | 74                                     | 131                                     | 4                                     |
| Suécia          | 76                                     | 122                                     | 6                                     |
| Paraguai        | 93                                     | 138                                     | 1                                     |
| Países Baixos   | 97                                     | 154                                     | 5                                     |
| Bélgica         | 162                                    | -                                       | 5                                     |
| Polónia         | 163                                    | -                                       | 6                                     |
| Uruguai         | 180                                    | -                                       | 1                                     |
| Alemanha        | 195                                    | -                                       | 7                                     |
| Arábia Saudita  | -                                      | -                                       | 1                                     |
| Argentina       | -                                      | -                                       | 1                                     |
| Brasil          | -                                      | -                                       | 1                                     |
| Bulgaria        | -                                      | -                                       | 6                                     |
| Chile           | -                                      | -                                       | 1                                     |
| Colombia        | -                                      | -                                       | 1                                     |
| Chipre          | -                                      | -                                       | 17                                    |
| Casaquistão     | -                                      | -                                       | 8                                     |
| Costa Rica      | -                                      | -                                       | 1                                     |
| Rep. Checa      | -                                      | -                                       | 12                                    |
| Dinamarca       | -                                      | -                                       | 5                                     |
| Rep. Dominicana | -                                      | -                                       | 1                                     |
| EAU             | -                                      | -                                       | 2                                     |
| Equador         | -                                      | -                                       | 1                                     |
| El Salvador     | -                                      | -                                       | 2                                     |
| Eslováquia      |                                        | -                                       | 15                                    |
| França          | -                                      | -                                       | 3                                     |
| Grécia          | -                                      | -                                       | 8                                     |
| Honduras        | -                                      | -                                       | 3                                     |
| Hungria         | -                                      | -                                       | 4                                     |
| Irlanda         | -                                      | -                                       | 2                                     |
| Israel          | -                                      | -                                       | 13                                    |
| Itália          | -                                      | -                                       | 1                                     |
| Marrocos        | -                                      | -                                       | 3                                     |
| Malásia         | -                                      | -                                       | 2                                     |
| Nicarágua       | -                                      | -                                       | 6                                     |
| Panamá          | -                                      | -                                       | 1                                     |
| Roménia         | -                                      | -                                       | 1                                     |
| Singapura       | -                                      | -                                       | 5                                     |
| Espanha         | -                                      | -                                       | 1                                     |
| Reino Unido     | -                                      | -                                       | 5                                     |
| Venezuela       | -                                      | -                                       | 1                                     |
| Mundo           | -                                      | -                                       | 5                                     |

## Ficha Técnica
| Cargo                  | Nome |
| ---------------------- | --- |
| Composição             | NAPA, João Guilherme Gomes, João Lourenço Gomes, João Rodrigues, André Santos, Diogo Góis e Francisco Sousa |
| Produção Musical       | NAPA, Luís "Twins" Pereira, André Santos                                                                    |
| Gravação               | Luís "Twins" Pereira                                                                                        |
| Mistura                | Pedro Joaquim Borges                                                                                        |
| Assistência de Mistura | Gabriel Silva                                                                                               |
| Masterização           | Pedro Joaquim Borges                                                                                        |
| Management             | Filipe Collaço e Inês Morgi                                                                                 |